# مجلس الأمة الكويتي 1971
مجلس الأمة الكويتي 1971 (الفصل التشريعي الثالث) من 10 فبراير 1971 حتى 10 فبراير 1975 أجريت انتخابات المجلس في  يوم السبت 23 يناير 1971 وأنتخب المجلس في جلسته الأولى التي عقدت في يوم الأربعاء 10 فبراير 1971 خالد صالح الغنيم رئيساً للمجلس.

## أعضاء المجلس
الدائرة الأولى
- إبراهيم يوسف خريبط
- يوسف الرفاعي
- أحمد سيد عابد الموسوي
- عيسى عبد الله بهمن
- حسن جوهر حيات

الدائرة الثانية
- سالم خالد المرزوق
- علي إبراهيم المواش
- إبراهيم محمد الميلم
- سليمان يوسف الذويخ
- علي ثنيان الغانم

الدائرة الثالثة
- خالد صالح الغنيم
- فلاح مبارك الحجرف
- حمد مبارك العيار
- ناصر محمد الساير
- محمد ضيف الله القحص

الدائرة الرابعة
- يوسف خالد المطيري
- محمد حمد البراك
- عبد الكريم هلال الجحيدلي
- عباس حبيب المسيلم
- غنام الجمهور

الدائرة الخامسة
- خالد مسعود الفهيد
- بدر العجيل
- ناصر ساير العصيمي
- محمد عبد المحسن العصيمي
- جاسم إسماعيل جمعة

الدائرة السادسة
- راشد عبد الله الفرحان
- محمد أحمد الرشيد
- مبارك عبد العزيز الحساوي
- أحمد النفيسي
- عبد الله محمد النيباري

الدائرة السابعة
- بدر المضف
- عبد اللطيف الكاظمي
- عبد المطلب عبد الحسين الكاظمي
- خالد مشاري الروضان
- يوسف صالح الرومي

الدائرة الثامنة
- أحمد محمد الخطيب
- عبد العزيز فهد المساعيد
- علي عبد الله الحبشي
- سامي المنيس
- علي صالح الفضالة

الدائرة التاسعة
- راشد الجويسري
- مرضي عبد الله الأذينة
- علي ثنيان الأذينة
- محمد وسمي السديران
- جمعان الحريتي

الدائرة العاشرة
- خالد العجران
- مسعود سعد الهملان
- سلطان سلمان العجمي
- سعد فلاح العجمي
- عبد الله حمد العجمي

## أبرز الأحداث
تم تقديم استجواب إلى خالد العدساني وزير التجارة والصناعة من قبل سامي أحمد المنيس وعبد الله النيباري وعلي ثنيان الغانم من ثلاثة محاور، المحور الأول زيادة الأسعار والمحور الثاني النية بطرح قانون يقيض دور القطاع الخاص والمحور الثالث التفريق بين المواطنين في منح التراخيص لشركات للاستيراد، وقد تم التصويت في 23 مايو 1974، وقد وافق 13 نائب على طرح الثقة بالوزير، وبينما امتنع 30 نائب عن التصويت، وفشل تصويت طرح الثقة بالوزير.
تم تقديم استجواب في 4 يونيو 1974 إلى عبد الرحمن العتيقي وزير النفط ووزير المالية من قبل أحمد النفيسي وسالم المرزوق وعبد الله النيباري، وقد كان الاستجواب من ثلاثة محاور، المحور الأول علاقة الكويت مع شركات النفط الدولية والمحور الثاني معدل التصدير الكبير لدولة الكويت في فترة كان يجب التقليل من التصدير لزيادة أسعار النفط والمحور الثالث عدد الموظفين الكويتيون في شركة نفط الكويت، وقد تم طرح الثقة بالوزير.